# Percopsiformes
A Percopsiformes a csontos halak (Osteichthyes) főosztályának és a sugarasúszójú halak (Actinopterygii) osztályába tartozó rend.

## Rendszerezés
A rendbe az alábbi 2 alrend és 3 család tartozik.

### Aphredoderoidei
- Vakhalfélék (Amblyopsidae) - családjába 5 nem tartozik
  - Amblyopsis (DeKay, 1842) - 2 faj
    - Amblyopsis rosae
    - Barlangi vakhal (Amblyopsis spelaea)

  - Chologaster (Agassiz, 1853) - 1 faj
    - Sápadthal (Chologaster cornuta)

  - Forbesichthys (Jordan, 1929) - 1 faj
    - Forbesichthys agassizii

  - Speoplatyrhinus (Cooper & Kuehne, 1974) - 1 faj
    - Speoplatyrhinus poulsoni

  - Typhlichthys (Girard, 1859) -1 faj
    - Vakondhal (Typhlichthys subterraneus)

- Kalózsügérek (Aphredoderidae) családjába 1 nem tartozik
  - Aphredoderus (Lesueur in Cuvier & Valenciennes, 1833) - 1 faj
    - Aphredoderus sayanus

### Percopsoidei
- Percopsidae (Agassiz, 1850) - családjába 1 nem tartozik
  - Percopsis (Agassiz, 1849) - 2 faj
  - Percopsis omiscomaycus
  - Percopsis transmontana